# سیارک ۱۳۳۷۶
سیارک ۱۳۳۷۶ (به انگلیسی: 13376 Dunphy، نامگذاری:1998VO32) سیزده هزار و سیصد و هفتاد و ششمین سیارک کشف شده‌است که در ۱۵ نوامبر ۱۹۹۸ کشف شد.
قدر مطلق سیارک برابر ۱۲٫۸۰ است.